# Balloy
Balloy település Franciaországban, Seine-et-Marne megyében. Lakosainak száma 351 fő (2022. január 1.). Balloy Vinneuf, Vimpelles, Bazoches-lès-Bray, Châtenay-sur-Seine, Égligny és Gravon községekkel határos.

## Népesség
A település népességének változása:
| Lakosok száma | 328  | 326  | 331  | 327  | 329  | 333  | 335  | 343  | 351  |
|               | 2013 | 2015 | 2016 | 2017 | 2018 | 2019 | 2020 | 2021 | 2022 |